# Paisley (Schotland)
Paisley (Schots-Gaelisch: Pàislig) is een stad (town) en voormalige burgh in de Schotse council Renfrewshire in het historisch graafschap Renfrewshire en is tevens de hoofdplaats van de counil Renfrewshire. Paisley ligt ongeveer 11 kilometer ten westen van het centrum van Glasgow en telt ruim 77.000 inwoners. De stad ligt aan White Cart Water, een zijrivier van de Clyde. 
De stad werd belangrijk in de twaalfde eeuw, met de bouw van Paisley Abbey, een belangrijk religieus centrum, dat controle had over andere plaatselijke kerken. Paisley groeide aanzienlijk tijdens de industriële revolutie als gevolg van de ligging aan de White Cart Water, waardoor de stad toegang had tot de Clyde en de nabijgelegen erts-, minerale en agrarische bronnen. Er kwamen meer fabrieken en molens, wat leidde tot een bevolkingstoename. De stad was betrokken bij de Radiical War van 1820, waarbij de stakende wevers belangrijk waren.
Tegen het einde van de negentiende eeuw was Paisley een mondiaal centrum van de weefindustrie, waarbij het onder andere zijn naam gaf aan een textiel-motief: Paisley. In de twintigste eeuw ging de industrie achteruit en in 1993 waren alle fabrieken gesloten, alleen nog herdacht in de musea in de stad. De stad functioneert nu als regionaal centrum voor het lokale bestuur en diensten, en als forensenstad binnen de metropoolrregio Greater Glasgow. 

## Bezienswaardigheden
- Paisley Abbey met het tiende-eeuwse Barochan Cross
- Coats Paisley, een vroegere kathedraal, nu gebruikt voor evenementen
- Paisley Town Hall
- Paisley Sheriff Court
- Paisley Museum and Art Galleries
- Paisley War Memorial voor de Eerste Wereldoorlog
- Blackhall Manor, het oudste gebouw van Paisley
- vele voormalige fabrieken uit de Victoriaanse tijd

## Verkeer en vervoer
Paisley wordt bediend door vier verschillende stations: station Paisley Canal en station Paisley West op de Paisley Canal Line, station Paisley Gilmour Street op de Ayrshire Coast Line en station Paisley St James op de Inverclyde Line. Station Paisley Gilmour Street is de grootste van deze vier en is zelfs het op drienagrootste station van Schotland. Glasgow International Airport ligt ten noorden van Paisley, bij Abbotsinch. Paisley ligt aan meerdere snel- en hoofdwegen:
- M8 naar Glasgow, Edinburgh, Bishopton, Greenock
- A737 naar Johnstone, Beith, Kilwinning, Irvine
- A741 naar Renfrew
- A726 naar Glasgow International Airport, Erskine, Nitshill
- A761 naar Glasgow, Linwood, Bridge of Weir, Kilmacolm, Port Glasgow

## Sport
St. Mirren FC is de betaaldvoetbalclub van de stad en speelt haar wedstrijden in het St. Mirren Park. De club speelt in Scottish Premiership, nadat het in 2018 promoveerde door de Scottish Championship te winnen. Een andere voetbalclub, Abercorn FC, speelde ook in Paisley tot hun laatste wedstrijd in 1920 werd gespeeld. Daarnaast zijn er een basketbalclub, een rugbyclub en een hockeyclub. 

## Geboren in Paisley
- Robert II (1316-1390), koning van Schotland
- Alexander Wilson (1766-1813), dichter en ornitholoog
- Daniel McCallum (1815-1878), spoorwegingenieur en managementpionier
- Alexander Gardner (1821-1882), fotograaf
- William Hart (1823-1894), landschaps- en veeschilder
- Robert Broom (1866-1951), medicus, paleontoloog
- Thomas Glen-Coats (1978-1954), zeiler
- Archie Scott-Brown (1927-1958), autocoureur
- Kenneth McKellar (1927-2010), zanger
- Dale Greig (1937-2019), marathonloopster
- Tom Conti (1941), acteur
- Joe Egan (1946-2024), zanger en componist (Stealers Wheel)
- Gerry Rafferty (1947-2011), zanger en liedjesschrijver (Stealers Wheel)
- Jackie Copland (1947), voetballer
- Phyllis Logan (1956), actrice
- Kelly Marie (1957), zangeres
- Fred Goodwin (1958), bankier en CEO Royal Bank of Scotland
- Steven Moffat (1961), schrijver van televisieprogramma's
- Norrie May-Welby (1962), activiste
- Owen Coyle (1966), voetbalcoach en voetballer
- Ross Drummond (1956), golfer
- Dave McPherson (1963), voetballer
- Derek Ogilvie (1965), medium
- Gordon Durie (1965), voetballer
- Gerard Butler (1969), acteur
- Paul McGillion (1969), acteur
- Derek McInnes (1971), voetballer en voetbalcoach
- Neve McIntosh (1972), actrice
- Jamie Langfield (1979), voetbalkeeper
- Robbie Neilson (1980), voetballer
- Paolo Nutini (1987), singer-songwriter
- John Bell (1997), acteur
- Jack Carlin (1997), baanwielrenner

## Partnersteden
- Fürth, sinds 1969
- Gladsaxe, sinds 1990

## Galerij

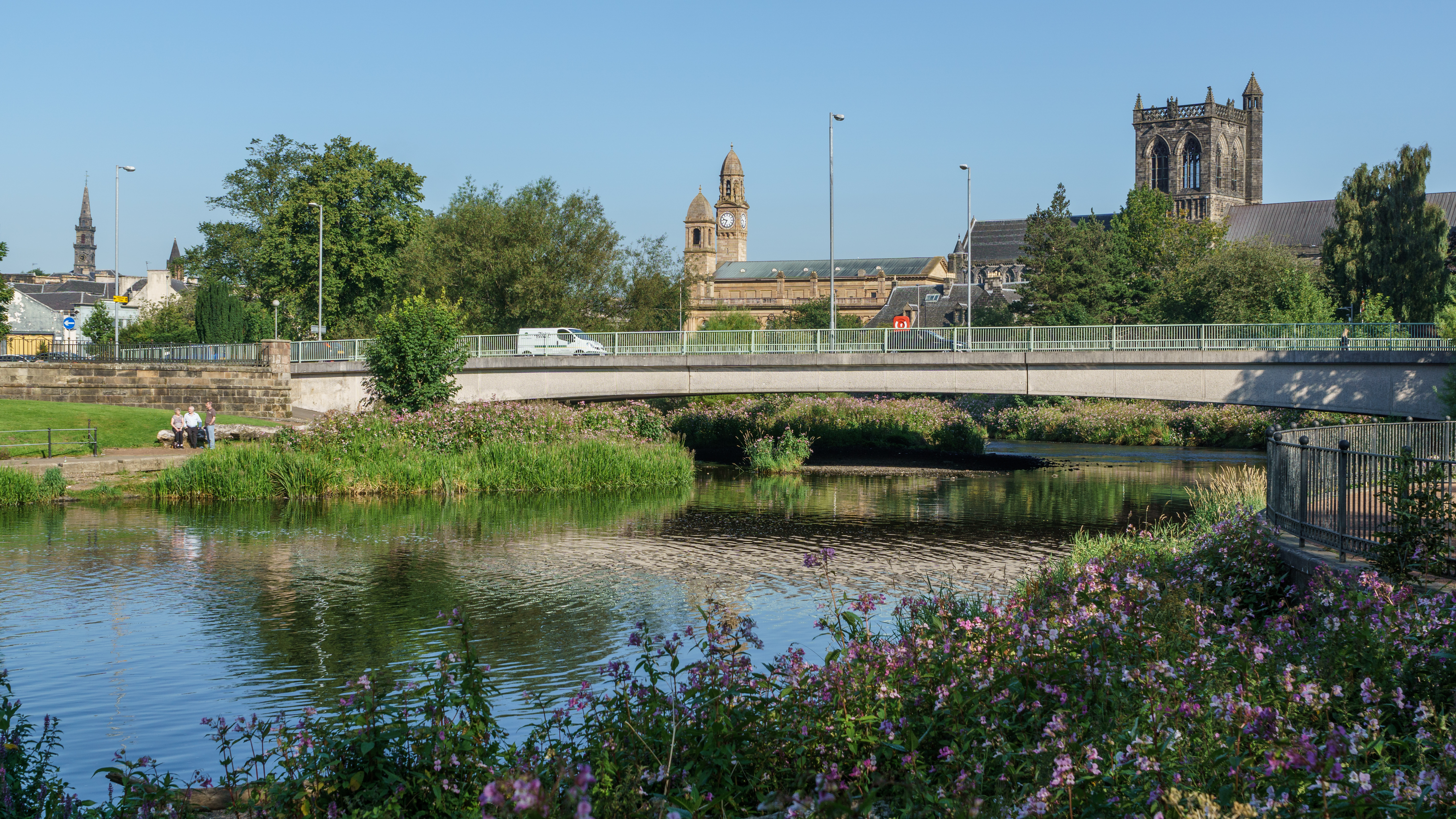
White Cart Water
Paisley Abbey
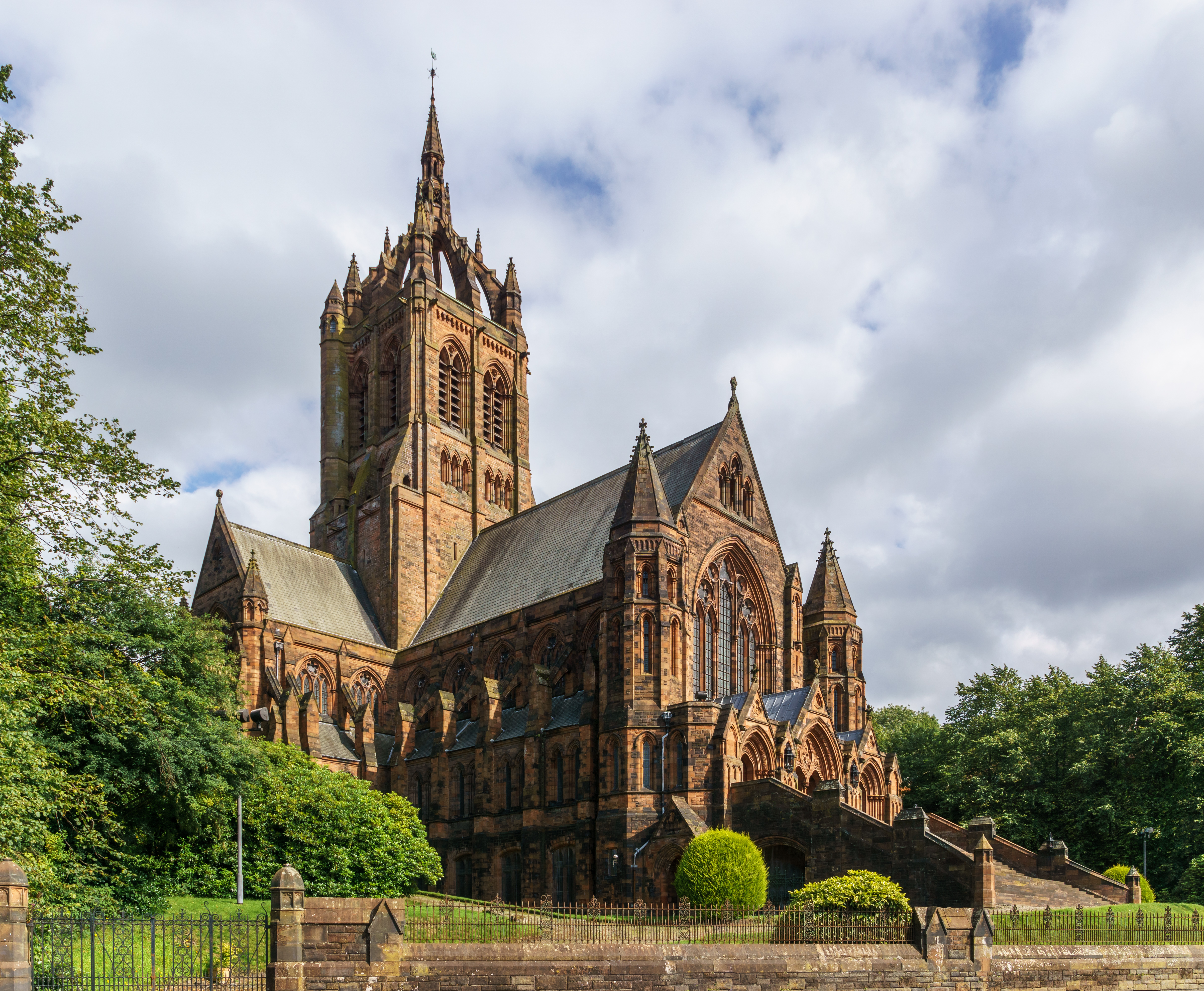
Coats Paisley
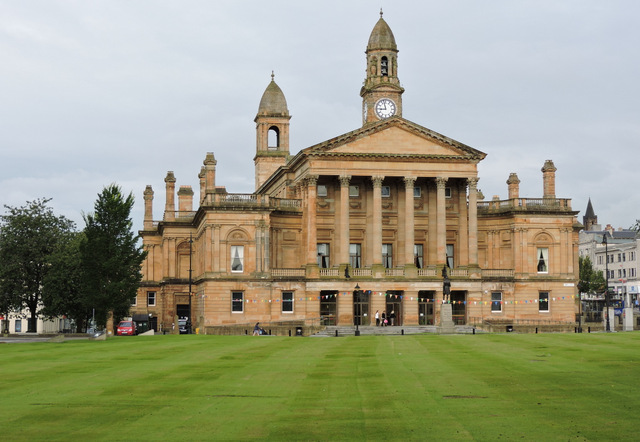
Paisley Town Hall
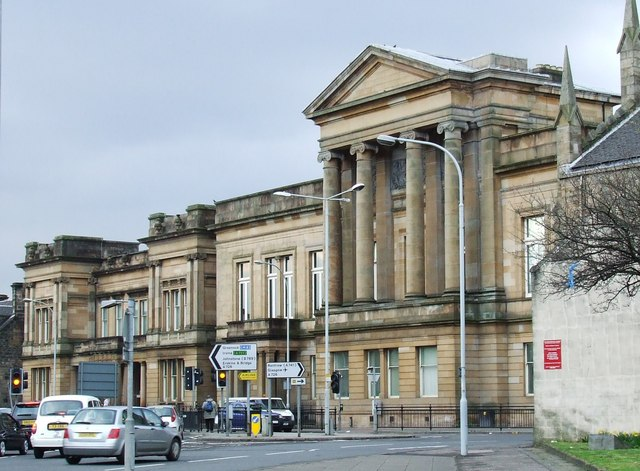
Paisley Sheriff Court
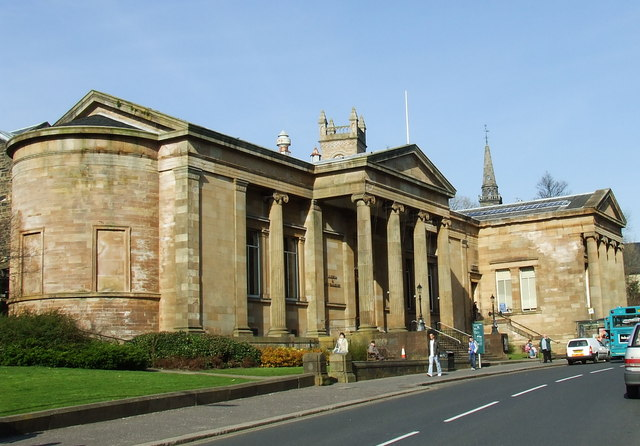
Paisley Museum and Art Galleries
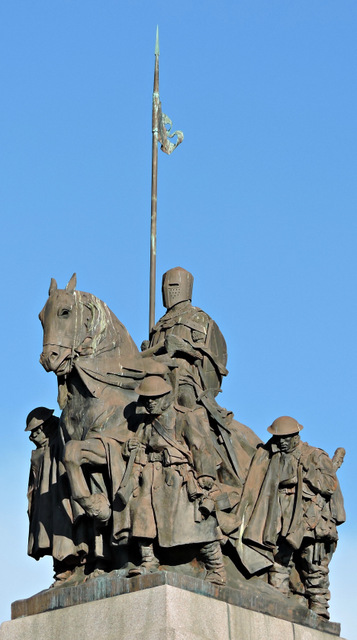
Paisley War Memorial
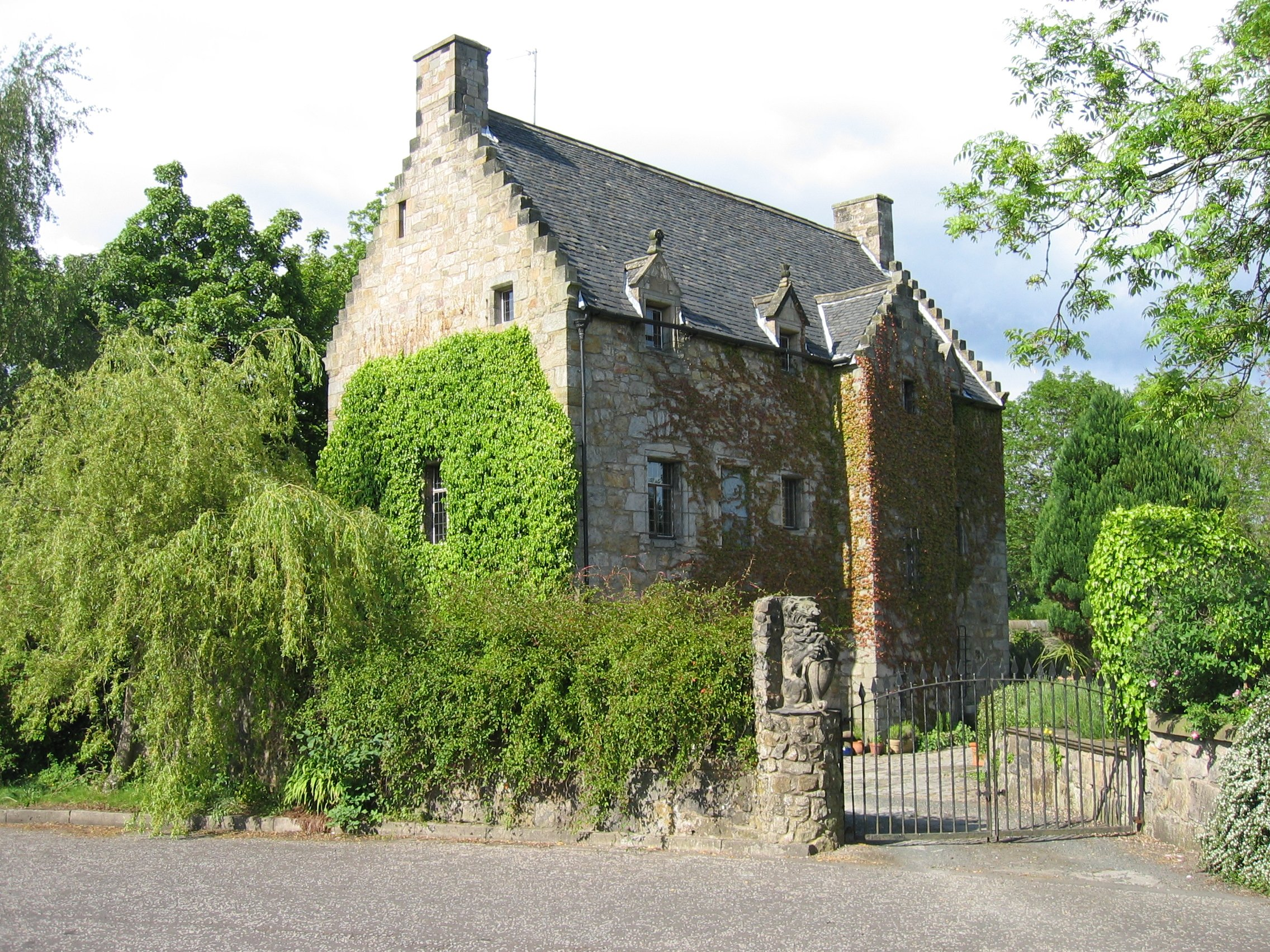
Blackhall Manor